# Oersberg
Oersberg (danska: Ørsbjerg) är en kommun och ort i Kreis Schleswig-Flensburg i förbundslandet Schleswig-Holstein i Tyskland. Den tidigare kommunen Toesdorf uppgick 1 januari 1971 i Oersberg.
Kommunen ingår i kommunalförbundet Amt Kappeln-Land tillsammans med ytterligare tre kommuner.